# Hraniční přechod Chałupki
Hraniční přechod Chałupki (nebo také Hraniční přechod Chałupki – Bohumín, polsky Przejście graniczne Chałupki - Bohumín) se nachází ve vesnici Chałupki na česko-polské státní hranici na levém břehu řeky Odry ve gmině Krzyżanowice v okrese Ratiboř (powiat Raciborski) ve Slezském vojvodství (województwo śląskie) v Polsku. Aktivní činnost polské pohraniční stráže zde byla ukončena v roce 2007, avšak hraniční přechod je funkční a je využíván pro pěší, cyklisty a automobily do hmotnosti 15 tun. Hraniční přechod zde byl i v období Československa a byl otevřen 13. dubna 1960. U celnice se nachází most přes Odru, jehož provoz je řízený světelnou signalizací. K celnici vedou turistické stezky a cyklostezky. V místě celnice je zřízena směnárna a parkoviště. Místo je také využíváno pro občasné trhy aj. aktivity.

## Další informace
V místě hraničního přechodu se v roce 2014 natáčel polský film Gwiazdy.
Hraniční přechod Chałupki je počátečním místem naučné stezky Hraniční meandry řeky Odry.
Napravo u hraničního přechodu se nachází zámek s parkem (Zámek Chałupki) a nalevo vodácké nástupiště pro sjíždění řeky Odry na česko-polském pomezí.
V blízkosti se nachází také hraniční přechody Chałupki-Paseky, Chałupki-Šilheřovice a Nowe Chałupki-Bohumín.

## Galerie

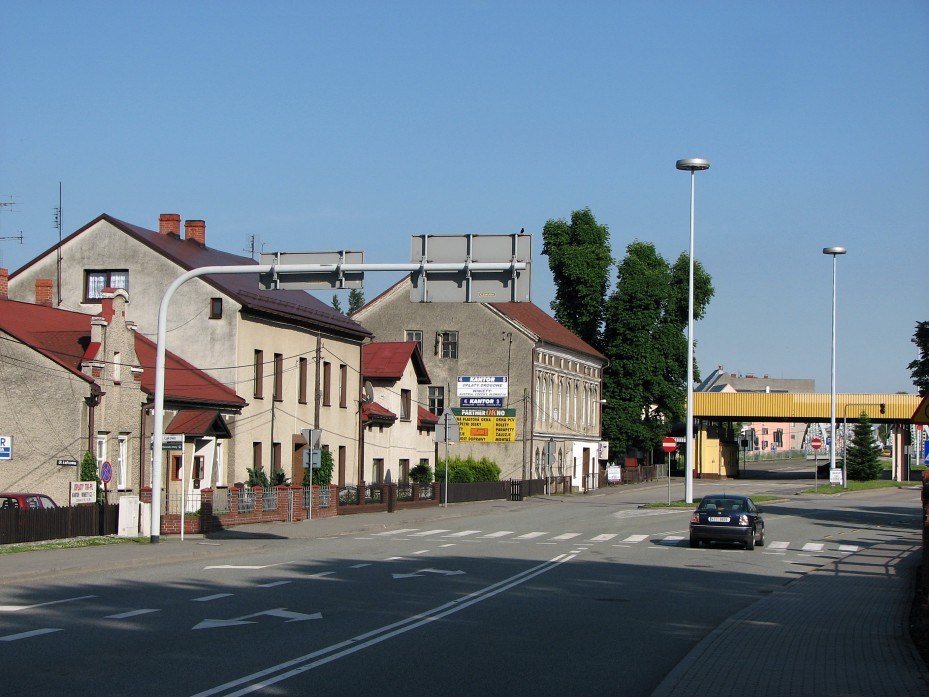
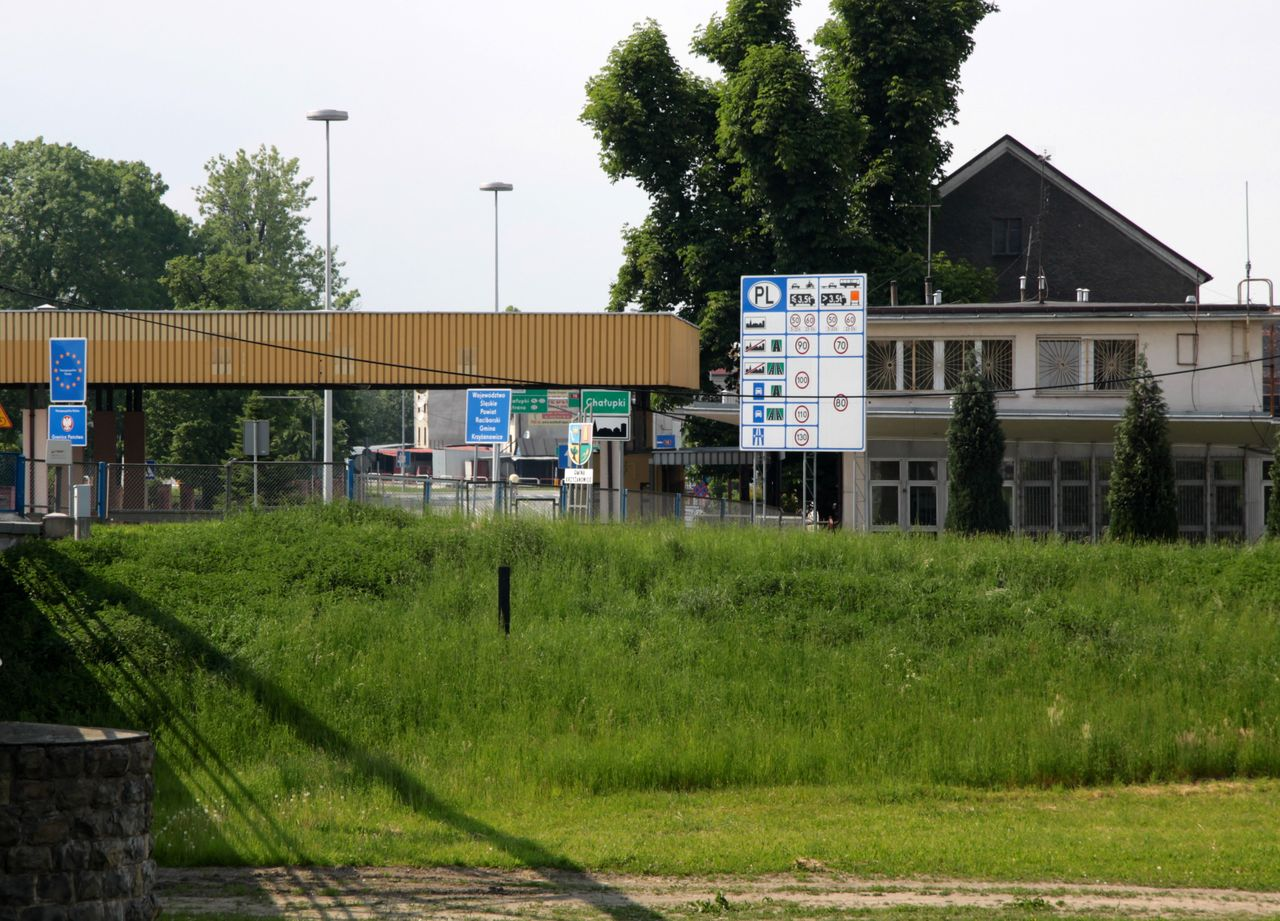